# Negreni (rijeka)
Negreni je rijeka  u Rumunjskoj, desna pritoka rijeke Amaradia.  Ulijeva se u Amaradiju između sela Negreni (općina Licurici) i Busuioci. Duljina joj je 18 km, a površina porječja 38 km2.